# Nơi tình yêu bắt đầu
Nơi tình yêu bắt đầu (tiếng Hàn: 그대, 웃어요; Romaja: Geudae, Useoyo) là một phim truyền hình Hàn Quốc 2009 với sự tham gia của diễn viên Lee Min-jung và Jung Kyung-ho,. Phim của đạo diễn Lee Tae-gon và được viết bởi Moon Hee-jung, phim chiếu trên SBS từ 26 tháng 9 năm 2009 đến 7 tháng 3 năm 2010 vào mỗi thứ 7&chủ nhật lúc 21:45 gồm 45 tập.
Tại Việt Nam, phim từng được TVM Corp. mua bản quyền và phát sóng trên kênh HTV3.

## Phân vai
Gia đình họ Seo
- Lee Min-jung vai Seo Jung-in[2]
- Lee Chun-hee vai Seo Sung-joon
- Choi Jung-yoon vai Seo Jung-kyung
- Kang Suk-woo vai Seo Jung-gil
- Heo Yoon-jung vai Gong Joo-hee

Gia đình họ Kang
- Jung Kyung-ho vai Kang Hyun-soo[3]
- Choi Bool-am vai Kang Man-bok
- Chun Ho-jin vai Kang Sang-hoon
- Song Ok-sook vai Baek Geum-ja

Phân vai khác
- Lee Kyu-han vai Lee Han-se
- Jeon Hye-jin vai Jung Ji-soo
- Yoon Joo-sang vai Lee Joon-bae
- Choi Kwon vai Park Kyung-soo
- Park Joon-geum vai mẹ Han-se
- Jung So-nyeo vai So-nyeo
- Hong Il-kwon vai Han Min-joon
- Han Bo-bae vai Han Yoon-jae
- Choi Song-hyun vai Hong Sun-woo

## Giải thưởng
2009 SBS Drama Awards
- Best Supporting Actor in a Special Planning Drama: Kang Suk-woo
- PD Award: Jung Kyung-ho
- New Star Award: Lee Min-jung

## Truyền hình quốc tế
Phim được chiếu ở Philippines năm 2010 trên TV5 dưới tiêu đề Smile, Honey. Phim cũng được chiếu trên kênh TrueVisions ở Thái Lan.